# Place du Calvaire
Place du Calvaire är ett torg på Montmartre i Quartier de Clignancourt i Paris 18:e arrondissement. Place du Calvaire, som börjar vid Rue du Calvaire 1 och slutar vid Rue Poulbot 13, är uppkallad efter det kalvarieberg som uppfördes år 1805 i närheten av kyrkan Saint-Pierre de Montmartre. Vid torget finns Espace Dalí, ett galleri med en permanent utställning av verk av Salvador Dalí, i huvudsak skulpturer och gravyrer.
Place du Calvaire är Paris minsta torg.

## Omgivningar
- Sacré-Cœur
- Saint-Pierre de Montmartre
- Château des Brouillards
- Cimetière Saint-Vincent
- Place du Tertre
- Espace Dalí

## Bilder
| - Espace Dalí. |

## Kommunikationer
- Tunnelbana – linje  – Abbesses
- Busshållplats Drevet – Paris bussnät, linje 40